# 4103-as mellékút (Magyarország)
A 4103-as számú mellékút egy bő 12 kilométeres hosszúságú, négy számjegyű mellékút Szabolcs-Szatmár-Bereg vármegye középső részén; Székelytől húzódik Nyírtéten át Apagyig. Fő iránya végig nagyjából észak-déli.

## Nyomvonala
Székely község központjában ágazik ki a 4114-es útból, vagyis a 4-es főút régi, egykor a településen is átvezető nyomvonalából. Illyés Gyula utca néven húzódik dél felé, a belterület széléig, amit kicsivel több mint egy kilométer megtétele után ér el. 3,1 kilométer után átlép Nyírtét határai közé, a községet kevéssel az ötödik kilométere előtt éri el, a Szabadság utca nevet felvéve; ezt az elnevezést meg is őrzi végig a településen, kisebb-nagyobb irányváltásai dacára is. 7,3 kilométer után ér újra külterületek közé, és 8,9 kilométer után szeli át Apagy északi határát. E települést 10,3 kilométer után éri el, a Kossuth Lajos út nevet felvéve; így is ér véget, a központ déli részén, beletorkollva a 41-es főútba, annak a 16+650-es kilométerszelvénye közelében létesült körforgalmú csomópontjában. Egyenes folytatása a 41 317-es számú mellékút, mely a Nyíregyháza–Vásárosnamény-vasútvonal Apagy megállóhelyét szolgálja ki.
Teljes hossza, az országos közutak térképes nyilvántartását szolgáló kira.kozut.hu adatbázisa szerint 12,144 kilométer.

## Települések az út mentén
- Székely
- Nyírtét
- Apagy